# Colle del Barbotto
Der Colle del Barbotto ist ein 515 Meter hoher Radsport-Anstieg des italienischen Apennin. Er befindet sich in der Region Emilia-Romagna in der Provinz Forlì-Cesena. Durch den Giro d’Italia und das Jedermannrennen Nove Colli erlangte er höhere Bekanntheit.

## Auffahrt
Der Colle del Barbotto führt von Mercato Saraceno über die SP12 (Via Barbotto) zum Restaurant Barbotto, das auf einer Höhe von 515 Metern an der Kreuzung zur S11 liegt. Die Auffahrt weist dabei auf einer Länge von 4,6 Kilometern eine durchschnittliche Steigung von 8,2 % auf. Über die Ponte del Barbotto wird zu Beginn der Auffahrt der Savio überquert, ehe nach der ersten Kehre auch die E45 passiert wird. Nachdem die ersten 3600 Meter im Schnitt mit rund 7 % ansteigen, weist der letzte Kilometer eine Durchschnittsteigung von fast 12 % auf und beinhaltet Rampen von bis zu 19 %.

## Radsport
Aufgrund seiner hohen Steigungsprozente zählt der Colle del Barbotto zu den bekanntesten Anstiegen der Emilia-Romagna. Um die Auffahrt ranken sich zahlreiche Mythen, wie die Erzählung, dass Fausto Coppi beim Giro d’Italia 1954 in den steilsten Rampen des Anstiegs eine Banane aß und den Lenker mit nur einer Hand festhielt. Weiters soll Eddy Merckx im Jahr 1973, als er als erster Fahrer auf der Kuppe ankam, „Verdammter Barbotto!“ gerufen haben. Mit Marco Pantani nutzte einer der bekanntestes Radsportler Italiens den Anstieg regelmäßig bei seinen Trainingsfahrten.
Der Colle del Barbotto wird jährlich vom Jedermannrennen Nove Colli befahren. Er stellt die vierte Steigung dar und wird somit sowohl auf der langen als auch auf der kurzen Streckenführung befahren. Er gilt als anspruchsvollster Anstieg des Rennens.

### Giro d’Italia
Beim Giro d’Italia wurden bislang vier Bergwertungen auf dem Colle del Barbotto abgenommen. Die erste sicherte sich der Italiener Nino Defilippis, der die Kuppe im Jahr 1964 auf dem Weg nach San Marino als erster Fahrer überquerte. Nachdem Eddy Merckx beim Giro d’Italia 1973 im Rosa Trikot über den Colle del Barbotto geführt hatte, dauerte es bis ins Jahr 2010, ehe der Anstieg wieder im Programm der Italien-Rundfahrt stand. Mit Rubens Bertogliati (2010) und Simon Pellaud (2020) waren es zuletzt zwei Schweizer, die sich die Bergwertungen sicherten.
Im Jahr 2022 führte die 3. Etappe des Giro d’Italia Donne über den Colle del Barbotto, wobei sich die Spanierin Mavi García die meisten Punkte bei der Bergwertung holte.
| Jahr | Etappe     | Bergwertung  | Fahrer             |
| ---- | ---------- | ------------ | ------------------ |
| 1964 | 10. Etappe | GPM          | Nino Defilippis    |
| 1973 | 08. Etappe | GPM          | Eddy Merckx        |
| 2010 | 13. Etappe | 2. Kategorie | Rubens Bertogliati |
| 2020 | 12. Etappe | 3. Kategorie | Simon Pellaud      |

### Tour de France
Im Jahr 2024 wurde der Colle del Barbotto auf der 1. Etappe der Tour de France überquert, die in Florenz gestartet wurde und in Rimini endete. Die Bergwertung wurde dabei nicht beim Restaurant Barbotto abgenommen, sondern auf der SP11 auf einer Höhe von 584 Metern. Der als Côte de Barbotto bezeichnete Anstieg galt als Bergwertung der 2. Kategorie und wies auf einer Länge von 5,8 Kilometern eine durchschnittliche Steigung von 7,6 % auf. Im Anstieg zerfiel das Hauptfeld, wobei auch der französische Gesamtklassement-Fahrer David Gaudu rund 70 Kilometer vor dem Ziel abgehängt wurde. Die Bergwertung sicherte sich der Norweger Jonas Abrahamsen aus der Ausreißergruppe.
| Jahr | Etappe    | Bergwertung  | Fahrer           |
| ---- | --------- | ------------ | ---------------- |
| 2024 | 1. Etappe | 2. Kategorie | Jonas Abrahamsen |